# Municipio de Nettle Creek
El municipio de Nettle Creek (en inglés: Nettle Creek Township) es un municipio ubicado en el condado de Grundy en el estado estadounidense de Illinois. En el año 2010 tenía una población de 503 habitantes y una densidad poblacional de 5,43 personas por km².

## Geografía
El municipio de Nettle Creek se encuentra ubicado en las coordenadas 41°24′46″N 88°32′18″O / 41.41278, -88.53833. Según la Oficina del Censo de los Estados Unidos, el municipio tiene una superficie total de 92.69 km², de la cual 92,61 km² corresponden a tierra firme y (0,09 %) 0,08 km² es agua.

## Demografía
Según el censo de 2010, había 503 personas residiendo en el municipio de Nettle Creek. La densidad de población era de 5,43 hab./km². De los 503 habitantes, el municipio de Nettle Creek estaba compuesto por el 95,03 % blancos, el 0,2 % eran amerindios, el 0,8 % eran isleños del Pacífico, el 3,18 % eran de otras razas y el 0,8 % eran de una mezcla de razas. Del total de la población el 5,96 % eran hispanos o latinos de cualquier raza.